# Râul Alb, Strei
Râul Alb este un curs de apă, afluent al râului Strei. Cursul superior al râului este cunoscut și sub denumirea de Râul Vasielu

## Hărți
- Harta județului Hunedoara
- Harta Munților Retezat  Arhivat în 10 iulie 2012, la Wayback Machine.